# Tier-Erlebnispark Bell
Koordinaten: 50° 6′ 5″ N, 7° 25′ 19,6″ O
Der Tier-Erlebnispark Bell ist ein privat geführter Zoo und Freizeitpark in der Gemeinde Bell im Rhein-Hunsrück-Kreis in Rheinland-Pfalz. Der Park wurde im Jahr 2015 von dem Schweizer Tierpfleger Remo Müller und der deutschen Hundetrainerin und Falknerin Alexandra Taetz gegründet.

## Geschichte
Der Tier-Erlebnispark Bell wurde in der Nachbarschaft des Beller Marktplatzes auf dem Gelände eines früheren Freizeitparkes mit Märchenwald errichtet und am 4. April 2015 offiziell eröffnet. Die Gründer, Remo Müller aus der Schweiz und Alexandra Taetz aus Deutschland, hatten zuvor jahrelange Erfahrung im Tiertraining und in der Tierpflege, unter anderem im Walter Zoo in Gossau (CH).
Seit der Eröffnung wurde der Park stetig erweitert. Im Jahr 2024 wurde eine neue Savannenanlage eingeweiht, in der unter anderem Giraffen, Zebras und Antilopen leben.

## Tierbestand
Im Park leben etwa 160 Tiere aus rund 30 Arten, darunter:
- Raubkatzen wie sibirische Tiger, weiße Tiger und Pumas
- Huftiere wie Giraffen, Zebras, Oryx- und Elenantilopen
- Lemuren (Kattas), Papageien, Waschbären, Stachelschweine
- Bauernhoftiere sowie Siberian Huskys

Viele Tiere stammen aus Auffangstationen oder aus anderen zoologischen Einrichtungen, in denen kein Platz mehr für sie vorhanden war.

## Programme und Events
Der Park bietet zahlreiche interaktive Angebote für Besucher, darunter Fütterungen und Tiertrainings, Huskywanderungen und -schlittenfahrten (im Winter), Kindergeburtstagsprogramme und Sonderveranstaltungen wie das „Mondscheinprogramm“, Dinner-Varietés oder Lichterfeste im Winter. Der Park veranstaltet zudem regelmäßig Tier- und Naturshows sowie thematische Wochenenden.
Ein eigener kleiner Kinosaal (ATUN-Kino) zeigt Naturfilme mit Licht- und Soundeffekten.

## Medien und Öffentlichkeit
Der Park wurde in mehreren regionalen und überregionalen Medien vorgestellt, unter anderem im SWR, in Schweizer Tageszeitungen und in TV-Sendungen über Auswanderer. Auch eine YouTube-Dokumentation über die Gründung des Parks fand große Beachtung.